# کالیگولا (فیلم)
کالیگولا (به انگلیسی: Caligula) فیلمی تاریخی - زندگی‌نامه‌ای به کارگردانی تینتو براس، نویسندگی گور ویدال و تهیه‌کنندگی باب گوچیونه و فرانکو روسلینی محصول سال ۱۹۸۰ میلادی است.
این فیلم براساس زندگی‌نامه کالیگولا سومین امپراتور روم از زمان به قدرت رسیدن تا قتل وی ساخته شده است.

## داستان
«کالیگولا» (مک‌داول) به دعوت پدربزرگش، «تیبریوس» به کاپری می‌رود. «تیبریوس» جاذبه قدرت مطلق را به او می‌آموزد. «کالیگولا» با کمک «ماکرو»، فرمانده نگهبانان (تیبریوس) را می‌کشد و خود به قدرت می‌رسد و ازدواج می‌کند. اما به‌زودی نشانه‌های جنون در او هویدا می‌شود، به زیاده‌روی‌های لذت‌طلبانه می‌پردازد و بدگمان و مشکوک همه را دشمن خود می‌پندارد.

## بازیگران
- مالکوم مک‌داول در نقش کالیگولا سومین امپراتور روم
- پیتر اوتول در نقش تیبریوس دومین امپراتور روم
- جان گیلگد در نقش Marcus Cocceius Nerva
- هلن میرن در نقش Caesonia
- تریزا آن ساووی در نقش دروسیلا خواهر کالیگولا
- جان استاینر در نقش Longinus
- گوئیدو ماناری در نقش Naevius Sutorius Macro
- پائولو بوناچلی در نقش Senator Cassius Chaerea
- لئوپولدو تریئسته در نقش Charicles
- آدریانا آستی در نقش Ennia Thrasylla
- جانکارلو بادسی در نقش کلودیوس
- دوناتو پلاسیدو در نقش Proculus
- میرلا دآنجلو در نقش Livia
- برونو برایو در نقش Tiberius Gemellus
- آنکا دی لورنزو در نقش مسالینا
- لوری واگنر در نقش Agrippina the Younger
- آنتونیو کازاله در نقش یک رومی
- اوسیریده پـِـوارِلو